# 飯山香織
飯山 香織（いいやま かおり、1987年4月3日 - ）は、日本の元AV女優。C-more エンターテイメント所属。

## 略歴・人物
2008年より「夏咲まりみ（なつざき まりみ）」（1990年3月7日生、東京都出身）の芸名でグラビアアイドルとして活動。
2009年2月、マックス・エーの専属女優としてAVデビュー。所属事務所はDuoエンターテイメント。
2010年よりアイデアポケット専属となり3作品に出演。その後、他メーカーで数本出演し活動を休止。
2019年7月、マドンナの専属女優「飯山香織」として再デビュー。所属事務所はC-more エンターテイメント。
2020年1月より専属を離れ、企画単体女優となる。
2021年2月14日、TwitterにてAV女優引退を発表。
2022年3月11日、TwitterにてAV女優再々復帰を
「五十嵐かほ」名義で発表。所属事務所はティーパワーズ。

## 出演作品

### イメージビデオ
「夏咲まりみ」名義
- 100%美少女 Vol.46（2008年9月19日　日本メディアサプライ）
- 美少女たちのティーパーティーVol.7（10月17日、日本メディアサプライ）
- 現役高校生 身体検査（2008年12月5日、現コーポレーション）

「飯山香織」名義
- Kaori お姉さんが教えてあげる（2019年8月1日、REbecca）

### アダルトDVD
「夏咲まりみ」名義
2009年
- New Comer（2月13日、マックス・エー）
- まりみは可愛いボクのペット（3月13日、マックス・エー）
- School days（4月10日、マックス・エー）
- 制服狩り（5月8日、マックス・エー）
- 妹を調教するプログラム（6月12日、マックス・エー）
- まりみが飲んであげる…。（7月10日、マックス・エー）

2010年
- セル初!絶対的美少女（1月1日、アイデアポケット）
- 新米女教師まりみ先生!（2月1日、アイデアポケット）
- 美少女学園天国（3月1日、アイデアポケット）
- Street Snap 26（7月7日、フルセイル）
- WATER POLE 96（7月23日、プレステージ）

2011年
- 超絶美人彼女 ヤリカノ 04 まりみちゃん 中野（8月20日、SODクリエイト）

「飯山香織」名義
2019年
- 令和最初の大型新人 飯山香織 32歳 AV Debut!!（7月7日、マドンナ）
- 令和最初の大型専属 第2弾!! 禁欲ゆえに… 暴走、覚醒、野獣、4本番。（8月7日、マドンナ）
- 令和最初の大型専属 初ドラマ作品!! 美しい上司の奥さん（9月7日、マドンナ）
- 汗ばむ肌、燃える心、夏祭りのあとに…。（10月7日、マドンナ）
- マドンナ専属『飯山香織』遂に中出し解禁!! 夫がゴルフに行く月末、セフレを自宅に招いて中出しセックスに溺れる人妻。 「長男も次男も、アナタの子じゃないの…そして今度生まれる三男も…。」（11月7日、マドンナ）
- 永遠に終わらない、中出し輪姦の日々。（12月7日、マドンナ）

2020年
- 美人過ぎる2児のママのご近所には見せられないエロ本性 飯山香織 32歳 特別章 バレるかもしれないドキドキに興奮急上昇 東京デート中こっそり抜け出し旦那との距離5メートル 声を押し殺して何度も即席中出しセックス14連発!（2月6日、SODクリエイト）
- 寝取らせ願望のある旦那に従い出演させられた 本物シロウト人妻 case17 専業主婦・飯山香織 32歳 宮城県在住 輪姦中出し了承 主人のためにネトラレます（3月12日、SODクリエイト）
- 「終電ないならウチくる?」 残業で終電を逃がしてしまった俺は誘われるがまま家にお邪魔する事に。いつも会社で見るスーツ姿とは違うゆるい部屋着姿に興奮してしまい…（4月17日、DOC）
- 「スッゴイ我慢汁♡」 淫乱看護師が深夜の童貞狩り! 雄臭い童貞チ●ポに我慢できず、自ら白衣をまくし上げ性の手ほどき…遂にはゴムがなくなり最後は中出し!!（4月17日、DOC）
- 顔出しMM号 美人妻限定 ザ・マジックミラー 仲良し奥様2人組が催眠術で本能むきだしSEX!! 潜在的な欲求を呼び覚まされて発情した2人はデカチンSEXで乱れイキながら自ら中出しを求める! in池袋（4月19日、ディープス）
- 寝取らせ検証 『夫婦のセックスを記念に残すはずが代役との疑似SEXに…』 プライベートAV制作で他人棒をオマ○コに擦られ続けた妻はその後浮気してしまうのか? VOL.3（6月11日、コスモス映像）※「キョウコ」名義
- パコれる素人さん DOC AMATEUR CH vol.11（6月12日、DOC）※「Kaori」名義
- 上司と部下の妻 12（6月13日、ながえスタイル）
- 親戚のおばさんに筆おろしされた僕。 リターンズ 10（6月30日（レンタル）/7月1日（セル）、LEO）
- うちの母ちゃん彼女より全然いいよ! 彼女にヤキモチを焼いた母親が 僕をこっそり中出し誘惑（7月19日、ヴィーナス）
- 催淫暗示 隣人に操られた美人妻（8月1日、プラネットプラス）
- 「こんなおばさんなのに起たせちゃってごめんね♡」 不覚にも今まではノーマークだったおばさんに発情してしまった僕は、フル勃起したチンポをじっくり見られてこの一言。最高かよ!!（8月31日（レンタル）/9月4日（セル）、LEO）
- つれない嫁（10月1日、プラネットプラス/七狗留）
- 禁断介護（11月19日、グローリークエスト）

### Vシネマ
「夏咲まりみ」名義
- ヤンキー女子高生 3 〜埼玉最強伝説〜（2010年1月25日、GPミュージアムソフト） - 「明日香」役

## テレビ
「夏咲まりみ」名義
- あいの恋文 #12（2009年12月、エンタ!371）

## 雑誌
- 週刊実話 2019年8月15日号（日本ジャーナル出版） - グラビア「奥まで愛して」